# 福賓公園 (亞利桑那州)
福賓公園（英語：Forbing Park）是位於美國亞利桑那州亞瓦派縣的一個非建制地區。該地的面積和人口皆未知。

## 地理
福賓公園的座標為34°33′56″N 112°29′45″W / 34.56556°N 112.49583°W，而該地的平均海拔高度為1672米（即5485英尺）。